# Этельред II (король Нортумбрии)
Этельред II (англ. Æthelred II; погиб в 848) — король Нортумбрии (841—844, 844—848) из династии Идингов.

## Биография
Об Этельреде II, сыне Энреда, известно крайне мало. В 844 году он был низложен Редвульфом, короткое правление которого подтверждается наличием отчеканенных монет с его именем. Однако тот вскоре был убит викингами. После этого Этельред смог вернуться на престол, но вскоре и он погиб в бою в 848 году.